# Bukowiec (Kolbuszowa)
Pour les articles homonymes, voir Bukowiec.
Bukowiec est une localité polonaise de la gmina et du powiat de Kolbuszowa en voïvodie des Basses-Carpates.